# Fédération sociale-démocrate
La Fédération sociale-démocrate (社会民主連合, Shakai-minshu rengō, FSD), abrégé en Shaminren (社民連), est un ancien parti politique japonais fondé le 26 mars 1978 par des dissidents du Parti socialiste japonais (PSJ) ou du Parti communiste japonais (PCJ) ainsi que par des membres d'associations citoyennes étudiantes, écologistes, féministes ou de défense des droits des citoyens. Il est dissous le 22 mai 1994 après que tous ses membres ont rejoint soit le Nouveau Parti pionnier (NPP, de tendance réformiste et sociale-libérale), soit le Nouveau parti du Japon (NPJ, mouvement libéral).

## Histoire

### Formation
Elle est formée le 26 mars 1978 par la réunion de deux petits mouvements de centre gauche récemment créés :
- la Fédération sociale-citoyenne (社会市民連合, Shakai-shimin rengō?), elle-même abrégée en Shaminren (社民連?), constituée le 26 mars 1977 par le dissident socialiste Saburō Eda (qui vient de quitter le PSJ après avoir tenté en vain de convaincre sa direction de le faire évoluer vers la social-démocratie et de l'allier aux partis centristes d'opposition à la Diète), l'ancien communiste réformateur Jinbē Andō (admirateur de l'eurocommunisme et du modèle italien) et Naoto Kan (ancien acteur de la contestation étudiante de la fin des années 1960, président d'un groupe de défense des consommateurs et directeur de la campagne pour la réélection à la Chambre des conseillers de Fusae Ichikawa, figure historique du mouvement féministe japonais, en 1974). Elle est d'abord dirigée par Saburō Eda puis, après sa mort le 22 mai 1977, par une présidence collégiale formée du fils de ce dernier, Satsuki Eda, de l'ex socialiste Shigeo Ōshiba (par ailleurs secrétaire général du mouvement) et de Naoto Kan. Ses vice-présidents sont Isao Nishikaze (ex-PSJ) et Jinbē Andō. Elle ne compte à sa création qu'un seul député (Shigeo Ōshiba dans l'ancien 2e district de Tōkyō), et obtient un élu (Satsuki Eda dans la circonscription nationale) lors du renouvellement de la moitié de la Chambre des conseillers du 10 juillet 1977.
- le Club socialiste (社会クラブ, Shakai kurabu?) lancé le 28 septembre 1977 par d'autres dissidents du PSJ : les conseillers Hideo Den (ancien journaliste qui s'était fait connaître pour avoir pris fermement position contre la guerre du Viêt Nam) et Yutaka Hata (tous deux élus dans la circonscription nationale, avec le meilleur score pour Hideo Den en juillet 1977) et les députés Shōgo Abe (ancien 2e district de la préfecture de Yamagata) et Yanosuke Narazaki (ancien 1er district de la préfecture de Fukuoka). Il est présidé par Hideo Den.

La FSD porte à sa création Hideo Den à sa présidence (ainsi qu'à la tête du groupe à la Chambre des conseillers), Satsuki Eda au poste de président délégué, Yanosuke Narazaki à celui de secrétaire général, Jinbē Andō comme président du Comité de recherche politique (chargé de l'élaboration du programme), Shōgo Abe à la présidence du Comité des Affaires de la Diète.

### Performances électorales
La FSD a toujours constitué une petite formation politique, ne dépassant jamais 4 sièges sur 511 ou 512 à la Chambre des représentants et 3 élus sur 252 à la Chambre des conseillers :
- élections législatives du 7 octobre 1979 : le parti présente sept candidats, dont ses trois sortants (Shigeo Ōshiba dans l'ancien 2e district de Tōkyō, Shōgo Abe dans l'ancien 2e district de la préfecture de Yamagata et Yanosuke Narazaki dans l'ancien 1er district de la préfecture de Fukuoka), ainsi que deux autres candidats à Tōkyō (Jinbē Andō dans l'ancien 4e district et Naoto Kan dans le 7e), un dans la préfecture de Kanagawa (Hitoshi Tagami, 29 ans, dans l'ancien 1er district) et une dans la préfecture d'Okayama (Mitsuko Eda, veuve de Saburō Eda et mère de Satsuki Eda, dans l'ancien 2e district). Ils totalisent 368 660 voix et 0,68 % des suffrages exprimés, dont près de la moitié réunis par le seul Yanosuke Narazaki (149 572 votes). La FSD obtient 2 élus sur 511 : Yanosuke Narazaki (18,07 % des voix et la première place pour cinq sièges à pourvoir au vote unique non transférable) et Shōgo Abe (21,14 % des voix et la troisième place pour quatre sièges à pourvoir au vote unique non transférable) sont réélus, Shigeo Ōshiba est battu (4,62 % des voix et la septième place pour cinq sièges à pourvoir au vote unique non transférable).
- renouvellement de la moitié de la Chambre des conseillers du 22 juin 1980 : un seul des trois conseillers du parti est concerné par cette élection, Yutaka Hata, élu pour la première fois en 1974 dans la circonscription nationale sous l'étiquette du PSJ. Il se représente et est le seul candidat de la FSD lors de cette élection. Il n'est pas réélu, de peu, avec 627 272 731 voix[1] et 1,04 % des votants, soit le 51e score pour 50 sièges à pourvoir au vote unique non transférable dans la circonscription nationale. Mais, dès le lendemain du scrutin, le décès de l'un des élus (Nagatoshi Mukai, du Parti démocrate socialiste PDS, qui était arrivé à la 21e place) lui permet finalement de conserver son fauteuil de conseiller.
- élections législatives du 22 juin 1980 : la FSD présente 5 candidats : ses deux sortants, l'écrivain et militant des droits de l'homme Kenji Chiyomaru dans l'ancien 1er district de Tōkyō, Naoto Kan toujours dans le 7e de Tōkyō et Hitoshi Tagami dans l'ancien 1er district de la préfecture de Kanagawa. Menant des campagnes actives sur le terrain, associés à des associations écologistes, féministes ou de défense des droits de l'Homme, ils obtiennent en tout 402 832 voix soit et encore une fois 0,68 % des suffrages exprimés, ainsi qu'un siège de plus. Les deux sortants Yanosuke Narazaki (144 455 votes, 16,64 % des voix et la deuxième place pour cinq sièges à pourvoir au vote unique non transférable) et Shōgo Abe (62 898 bulletins, 19,33 % des voix et la troisième place pour quatre sièges à pourvoir au vote unique non transférable) retrouvent leurs sièges. Mais le mieux élu du parti est Naoto Kan dans le 7e district de Tōkyō, avec 157 921 voix, 22,82 % des suffrages exprimés et la première position pour quatre sièges à pourvoir au vote unique non transférable dans cette circonscription.
- renouvellement de la moitié de la Chambre des conseillers du 26 juin 1983 : la FSD présente une liste de neuf personnes dans la circonscription nationale (où le vote se fait pour la première fois à la proportionnelle de liste et non plus au vote unique non transférable), commune avec le Club néo-libéral, petit mouvement centriste et conservateur libéral créé en 1976 et avec lequel elle s'est alliée à la Diète en 1981. Seul un des deux conseillers sortants de la FSD à être concernés par ce scrutin se représente (en l'occurrence son président, Hideo Den, qui mène la liste nationale). Satsuki Eda, élu lui aussi dans la circonscription nationale en 1977, pour sa part n'est pas candidat cette fois-ci, préférant désormais briguer un siège aux prochaines législatives. La liste « Club néo-libéral - Fédération démocrate » obtient 1 239 169 voix soit 2,66 % des suffrages (le 8e meilleur score sur 18) et 1 siège. Hideo Den est donc réélu. Yutaka Hata, qui s'est opposé à cette alliance, quitte le parti le 30 novembre 1983 et siège désormais comme indépendant.
- élections législatives du 18 décembre 1983 : la FSD avance quatre candidats, à savoir les trois sortants (Yanosuke Narazaki, Shōgo Abe et Naoto Kan) et Satsuki Eda dans l'ancien 1er district de la préfecture d'Okayama. Naoto Kan (127 700 voix, soit 19,9 % des suffrages et encore une fois la première place) et Shōgo Abe (51 733 votes, 17,33 % des voix et la cinquième position, soit la dernière éligible) sont réélus, Satsuki Eda (87 110 bulletins, pour 17,93 % et le meilleur score pour cinq sièges à pourvoir au vote unique non transférable) est élu, mais Yanosuke Narazaki est battu (avec 114 502 voix soit 13,27 % des suffrages et la sixième place sur sept candidats, avec seulement 3 537 votes et 0,41 points de moins que celui arrivé cinquième et donc en dernière place éligible). Au total, la FSD réunit donc 381 045 voix (0,67 %) et toujours 3 députés sur 511.
- renouvellement de la moitié de la Chambre des conseillers du 6 juillet 1986 : n'ayant pas de sortant concerné par ce scrutin, la FSD ne présente aucun candidat.
- élections législatives du 6 juillet 1986 : le parti présente cinq candidats, dont les trois sortants (Satsuki Eda, désormais président du parti, Naoto Kan et Shōgo Abe), l'ancien député battu en 1983 Yanosuke Narazaki et un seul nouveau venu, Shigeru Iwatsuki (34 ans) dans l'ancien 4e district de Tōkyō. Tous sauf ce dernier sont élus : Satsuki Eda dans l'ancien 1er district d'Okayama (87 815 voix soit 17,19 % des suffrages et une nouvelle fois le meilleur score), Naoto Kan dans le 7e de Tōkyō (136 482 votes et 20,35 % des voix, il n'obtient pas, pour la première fois, le plus haut résultat et se classe deuxième), Shōgo Abe dans le 2e de Yamagata (73 495 voix et 21,82 % des suffrages, soit la troisième place tandis que cette circonscription ne dispose plus que de trois sièges à pourvoir au lieu de quatre précédemment) et Yanosuke Narazaki retrouve son siège dans le 1er de Fukuoka (179 066 votes pour 19,06 % des voix et le deuxième score). La FSD améliore globalement ses résultats précédents, avec 499 670 suffrages (0,83 %) et surtout en gagnant un siège supplémentaire, avec désormais 4 députés sur 512.
- renouvellement de la moitié de la Chambre des conseillers du 23 juillet 1989 : l'unique sortant de la FSD, Hideo Den, se représente, mais cette fois-ci au vote unique non transférable à Tōkyō et non plus dans la circonscription nationale. Il obtient 1 164 511 voix soit 22,7 % des suffrages exprimés, le meilleur score pour quatre sièges à pourvoir, et est donc réélu.
- élections législatives du 18 février 1990 : en plus des quatre sortants, la FSD avance deux autres candidats à Tōkyō : l'ancien militant étudiant Kōki Ishii (qui a fini ses études en Union soviétique) dans l'ancien 3e district, et Shigeru Iwatsuki à nouveau dans le 4e. Seuls les sortants sont réélus : Satsuki Eda (93 852 voix soit 17,7 % et encore une fois la première place), Naoto Kan (137 343 votes et 17,34 % des suffrages, soit le troisième score), Shōgo Abe (75 979 bulletins pour 22,26 % des voix et la troisième position) et Yanosuke Narazaki (179 568 voix soit 17,37 %, et le meilleur résultat). Au total, la FSD améliore encore légèrement son score par rapport à la précédente élection avec 566 957 votes (0,86 %) et maintient ses 4 députés sur 512.
- renouvellement de la moitié de la Chambre des conseillers du 26 juillet 1992 : la FSD, qui n'a alors aucun sortant, présente une liste de neuf personnes à la proportionnelle nationale, menée par l'ancien conseiller du défunt Nouveau parti des salarymen (élu de 1983 à 1989) Shigeru Aoki. Elle ne rassemble que 671 594 voix (1,49 %), et aucun élu.
- élections législatives du 18 juillet 1993 : seuls les quatre députés sortant sont candidats pour la FSD, et tous sont réélus : Satsuki Eda (121 400 voix et 23,98 %, le meilleur score), Naoto Kan (154 827 votes pour 20,49 % et la première place), Shōgo Abe (77 640 suffrages soit 26,7 % et la deuxième position) et Yanosuke Narazaki (107 302 bulletins et 11,1 %, la sixième place et donc la dernière éligible puisqu'il y a désormais six sièges à pourvoir dans cette circonscription contre cinq précédemment). Tous avaient en plus le soutien du PSJ. La FSD totalise 461 169 voix (0,73 %) et toujours 4 sièges sur 511.

### Rapport aux autres partis
La FSD est, dès sa création, un mouvement d'opposition au Parti libéral-démocrate (PLD), grande formation de droite conservatrice qui a occupé le pouvoir sans discontinuer de sa création en 1955 à sa première réelle défaite en 1993. La Fédération sociale-démocrate a, durant son existence, tissé des liens avec plusieurs autres partis du centre gauche ou du centre.
Au début des années 1980, elle s'est alliée au Club néo-libéral (CNL), mouvement centriste et conservateur libéral (ou « conservateur de gauche ») créé en 1976 par des dissidents du PLD menés par Yōhei Kōno et Seiichi Tagawa. Le programme de ce dernier vise à la « rénovation du conservatisme » japonais en mêlant progressisme en matière de sécurité sociale, keynésianisme sur le plan économique, libéralisme politique, lutte contre la corruption, une position pacifiste et pro-chinoise en politique étrangère ainsi que la volonté de s'excuser pour les crimes de guerre commis par le passé par le Japon. Ils forment des groupes parlementaires conjoints à partir du 21 septembre 1981, baptisés « Club néo-libéral - Fédération démocrate » (新自由クラブ・民主連合, Shinjiyū Kurabu - Minshu Rengō) ou plus simplement Shinjiren (新自連). Ils comprennent 15 députés (les 3 de la FSD plus les 12 du CNL) et 5 puis 3 conseillers (3 puis 2 sociaux-démocrates et 2 puis un seul néo-libéral après juin 1983). Ils présentent, sous le même nom, une liste conjointe à la proportionnelle nationale lors du renouvellement de la moitié de la Chambre des conseillers du 26 juin 1983, sous la conduite du président de la FSD, Hideo Den. Mais cette alliance se rompt le 6 septembre 1983, lorsque le CNL décide de former une coalition avec le PLD. Un dissident du Club néo-libéral, le conseiller Chinpei Nozue, qui l'avait quitté avant les élections à la chambre haute de juin 1983  pour créer son propre mouvement nommé Parti des impôts, décide pour sa part de rester membre du même groupe parlementaire que la FSD à la Chambre des conseillers qui ne comporte désormais plus que 3 élus. Le Parti des impôts cesse de fonctionner en 1990, et Nozue rejoint alors le PLD. En 1990 également, l'unique député du Parti progressiste (formé en 1987 comme dissidence également du CNL), Seiichi Tagawa, décide de participer à nouveau à un groupe commun avec la FSD baptisé « Fédération progressiste démocrate » (進歩民主連合, Shinpo Minshu Rengō) ou Shinminren (進民連), comprenant 5 membres à la Chambre des représentants.
Au début des années 1990, la FSD s'oriente plus vers un ralliement de toutes les forces de la gauche non-communiste. Satsuki Eda et Naoto Kan fondent ainsi en novembre 1992 un « groupe d'études » baptisé Sirius, et doté d'une publication du même nom, réunissant 27 parlementaires réformistes de centre gauche issus non seulement de la FSD mais aussi de la tendance dite de la « Société de la Nouvelle Vague » du PSJ et du Parti des réformes démocratiques (PRD), bras politique de la Confédération syndicale japonaise (Rengō). Son but est de réfléchir sur l'évolution de la social-démocratie au Japon et sur les moyens d'engager une union de l'opposition pour prendre le pouvoir au PLD, de plus en plus en difficultés à la suite d'une succession de scandales et de la dégradation de la situation économique,. La même année, le 9 juillet, les députés socialistes (alors au nombre de 136) et sociaux-démocrates (au nombre de 4, plus Seiichi Tagawa du Parti progressiste) forment un groupe commun à la Chambre des représentants, baptisé « Parti socialiste japonais - Fédération démocrate constitutionnaliste » (日本社会党・護憲民主連合, Nihon Shakaitō - Goken Minshu Rengō).
Après les élections législatives de juillet 1993, la FSD participe à une grande coalition « anti-PLD, anti-communiste » avec sept autres partis, à savoir :
- les trois mouvements de gauche ou de centre gauche que sont le PSJ, le PRD et le Parti démocrate socialiste (PDS, plus centriste, moins pacifiste et moins critique à l'égard des États-Unis que les autres formations socialistes ou sociales-démocrates).
- le parti centriste confessionnel d'inspiration bouddhiste du Kōmeitō.
- trois récentes formations créées par des dissidents du PLD, centristes ou du centre droit : le Shinseitō de Tsutomu Hata et Ichirō Ozawa (conservatisme libéral, admirateurs de la révolution conservatrice incarnée dans les années 1980 par Margaret Thatcher et Ronald Reagan), le Nouveau parti du Japon (NPJ) de Morihiro Hosokawa (réformisme libéral, pro-décentralisation, anti-corruption et anti-bureaucratie) et le Nouveau Parti pionnier (NPP) de Masayoshi Takemura et Yukio Hatoyama (progressisme, libéralisme politique, anti-corruption et environnementalisme).

Cette alliance réussit à obtenir une majorité et forme un gouvernement le 9 août 1993, sous la direction de Morihiro Hosokawa qui devient Premier ministre. Satsuki Eda fait partie de son Cabinet en tant que ministre d'État et directeur de l'Agence des Sciences et des Technologies. La FSD se rapproche tout particulièrement au sein de cette coalition du NPJ et du NPP, en raison surtout de leurs positions communes concernant la décentralisation, la lutte contre la corruption ou la réduction du poids de la bureaucratie au sein de l'administration d'État.

### La disparition
Des divergences apparaissent au début de l'année 1994 au sein de la FSD en fonction surtout de l'attitude à adopter à l'égard d'Ichirō Ozawa, le secrétaire général du Shinseitō, et de son influence sur les prises de décision de la coalition. Le NPJ dans sa majorité s'oriente majoritairement vers le maintien à tout prix de la coalition et de bonnes relations avec Ozawa, tandis qu'au contraire le NPP est de plus en plus critique à l'encontre de ce dernier, et les membres de la Fédération sociale-démocrate s'oriente vers l'un ou l'autre de ces deux derniers partis en fonction de leur propre conviction en la matière. En janvier 1994, Naoto Kan rejoint le NPP. Le même mois, Satsuki Eda et Shōgo Abe adhèrent au NPJ. Tous trois gardent néanmoins, dans un premier temps, la double appartenance. Finalement, la Fédération sociale-démocrate se dissout le 22 mai 1994. Après la formation d'une Grande Coalition entre le PLD, le PSJ et le NPP, Naoto Kan passe donc dans cette nouvelle majorité, tandis que Satsuki Eda et Shōgo Abe rejoignent l'opposition avec le reste du NPJ. Celui-ci se fond avec le Shinseitō, le PDS et le Kōmeitō en décembre 1994 dans le Shinshintō. Shōgo Abe et Satsuki Eda sont tous deux battus lors des élections législatives de 1996, et le premier se retire alors de la vie politique.
Le quatrième député dont elle disposait, Yanosuke Narazaki, siège d'abord comme indépendant avant de participer à la création en décembre 1994, avec sept autres représentants, de la Ligue libérale (LL), petite formation centriste et réformiste, avant de quitter la politique en 1996. Pour sa part, Hideo Den préside par la suite une succession de petits partis sociaux-démocrates et pacifistes : le Comité des libéraux constitutionnalistes, devenu le 22 septembre 1999 le Nouveau parti des libéraux constitutionnalistes puis, en juin 1995, le mouvement Paix - Citoyens et enfin le mois suivant le Forum des conseillers. Hideo Den finit par rejoindre en 1997 le Parti social-démocrate (PSD), qui a succédé l'année précédente au PSJ. Il arrête la politique active en 2007 et décède en 2009.
Sur les cinq parlementaires que comptait la FSD à sa dissolution en 1994, seuls deux sont encore actifs en 2011 en tant que membre du Parti démocrate du Japon (PDJ), devenu la principale force d'opposition au PLD en se positionnant au centre ou au centre gauche avec une plateforme sociale-libérale, et qui est arrivé au pouvoir en 2009 : Naoto Kan, président du PDJ (qu'il a contribué à fonder) et Premier ministre à partir de juin 2010, et Satsuki Eda, adhérent du Parti démocrate depuis 1998 et redevenu un élu de la chambre haute depuis lors, a été président de la Chambre des conseillers de 2007 à 2010 et est ministre de la Justice depuis janvier 2011.

## Idéologie
Ce parti est de tendance sociale-démocrate, reconnaissant l'économie de marché et ayant soutenu certaines réformes libérales (comme la privatisation en 1987 de la compagnie ferroviaire nationale, la Japanese National Railways, et sa division en six sociétés régionales et une entreprise de fret). Elle appelle cependant à ce que l'État intervienne pour réduire les inégalités sociales (notamment par des aides sociales ou une refonte de la fiscalité) et renforce les droits civiques. Elle a toujours entretenu des relations directes avec des organisations et associations étudiantes, pacifistes, de défense des droits de l'Homme, des libertés individuelles, de l'environnement, du féminisme ou hostiles à la présence militaire des États-Unis dans l'archipel. Elle défend un profond libéralisme politique, la lutte contre la corruption et pour plus de transparence des pratiques du gouvernement central, et notamment pour une baisse du poids de la haute administration d'État qualifiée de « bureaucratique » (d'où son soutien à certaines privatisations). Pacifiste, elle s'est opposée à toute révision de la Constitution du Japon, et tout particulièrement de ses clauses de renonciation à la guerre. En matière de politique étrangère, la FSD a longtemps été critique de la relation privilégiée par le Japon avec les États-Unis et a milité pour que le pays améliore ses relations avec les pays communistes de la région, l'URSS (jusqu'à sa disparition en 1991), la république populaire de Chine, la république populaire démocratique de Corée ou encore la république socialiste du Viêt Nam, tout en les appelant à faire respecter les droits de l'homme. En revanche, elle a toujours adopté un ton ferme à l'égard des régimes autoritaires de type militaristes ou nationalistes tels que la république de Corée de Park Chung-hee puis Chun Doo-hwan, les Philippines de Ferdinand Marcos, l'Indonésie de Soeharto ou le Myanmar de Ne Win puis Saw Maung. Ses membres signent en 1989, avec d'autres parlementaires de gauche dont la présidente du PSJ de l'époque Takako Doi, une pétition demandant au président sud-coréen Roh Tae-woo la libération de 19 prisonniers politiques. Cela leur sera reproché par la suite par le PLD et l'opinion publique car, parmi ces prisonniers dont ils demandaient la libération, figurait un ancien agent nord-coréen reconnu depuis coupable d'avoir participé aux enlèvements de Japonais réalisés par le régime de Pyongyang dans les années 1970. De même, en 1992, la FSD est à l'origine d'une pétition (signée par 422 parlementaires, soit 55 % des membres de la Diète, et remise par Satsuki Eda au secrétaire général du Cabinet Yōhei Kōno) afin d'engager des pressions sur le Myanmar pour la libération d'Aung San Suu Kyi et de tous les autres prisonniers politiques de la junte militaire birmane ainsi que la mise en place d'une transition démocratique dans ce pays.

## Direction

### Présidents
Le dirigeant du parti portait le titre de daihyō (代表), soit littéralement « représentant ». Il s'agit successivement de :
1. 26 mars 1978 - 10 février 1985 : Hideo Den
2. 10 février 1985 - 22 mai 1994 : Satsuki Eda

### Autres membres de la direction
- Présidents délégués :
  1. 26 mars 1978 - 10 février 1985 : Satsuki Eda
  2. 7 octobre 1979 - 6 juillet 1986 : Shigeo Ōshiba
  3. 10 février 1985 - 6 juillet 1986 : Jinbē Andō
  4. 6 juillet 1986 - 22 mai 1994 : Yanosuke Narazaki
- Secrétaires généraux :
  1. 26 mars 1978 - 6 juillet 1986 : Yanosuke Narazaki
  2. 6 juillet 1986 - 22 mai 1994 : Shōgo Abe (en plus de la présidence du Comité des Affaires de la Diète)
- Président du Comité de recherche politique :
  1. 26 mars 1978 - 10 février 1985 : Jinbē Andō
  2. 10 février 1985 - 22 mai 1994 : Naoto Kan
- Président du Comité des Affaires de la Diète : Shōgo Abe
- Président du groupe à la Chambre des conseillers : Hideo Den

## Ministres
La FSD n'a participé qu'à un seul gouvernement, dans le cadre de la coalition anti-PLD, anti-communiste au pouvoir d'août 1993 à juin 1994, à savoir le 79e Cabinet en place du 9 août 1993 au 28 avril 1994 :
- Sciences et Technologies : Satsuki Eda